# Connarus perturbatus
Connarus perturbatus är en tvåhjärtbladig växtart som beskrevs av E. Forero. Connarus perturbatus ingår i släktet Connarus och familjen Connaraceae. Inga underarter finns listade i Catalogue of Life.